# ديفر أورغيل
ديفر اورجيل (بالإنجليزية: Dever Orgill)‏ (8 مارس 1990 في جامايكا - ) هو لاعب كرة قدم جامايكي وكندي في مركز الهجوم. شارك مع منتخب جامايكا تحت 17 سنة لكرة القدم ومنتخب جامايكا تحت 20 سنة لكرة القدم ومنتخب جامايكا لكرة القدم. أما مع النوادي، فقد لعب مع فانكوفر وايتكابس ونادي ماريهامن وVancouver Whitecaps FC Residency ‏ وفانكوفر وايتكابس (نادي كرة قدم) وSt. George's S.C. ‏.

## وصلات خارجية
- ديفر أورغيل على موقع اتحاد تركيا (لاعب) (الإنجليزية)
- ديفر أورغيل على موقع قاعدة بيانات كرة القدم.إي يو (الإنجليزية)
- ديفر أورغيل على موقع ناشيونال فوتبول تيمز (الإنجليزية)
- ديفر أورغيل على موقع Soccerway.com (الإنجليزية)
- ديفر أورغيل على موقع عالم كرة القدم.نت (الإنجليزية)
- ديفر أورغيل على موقع AS.com (الإسبانية)